# Luftpresser

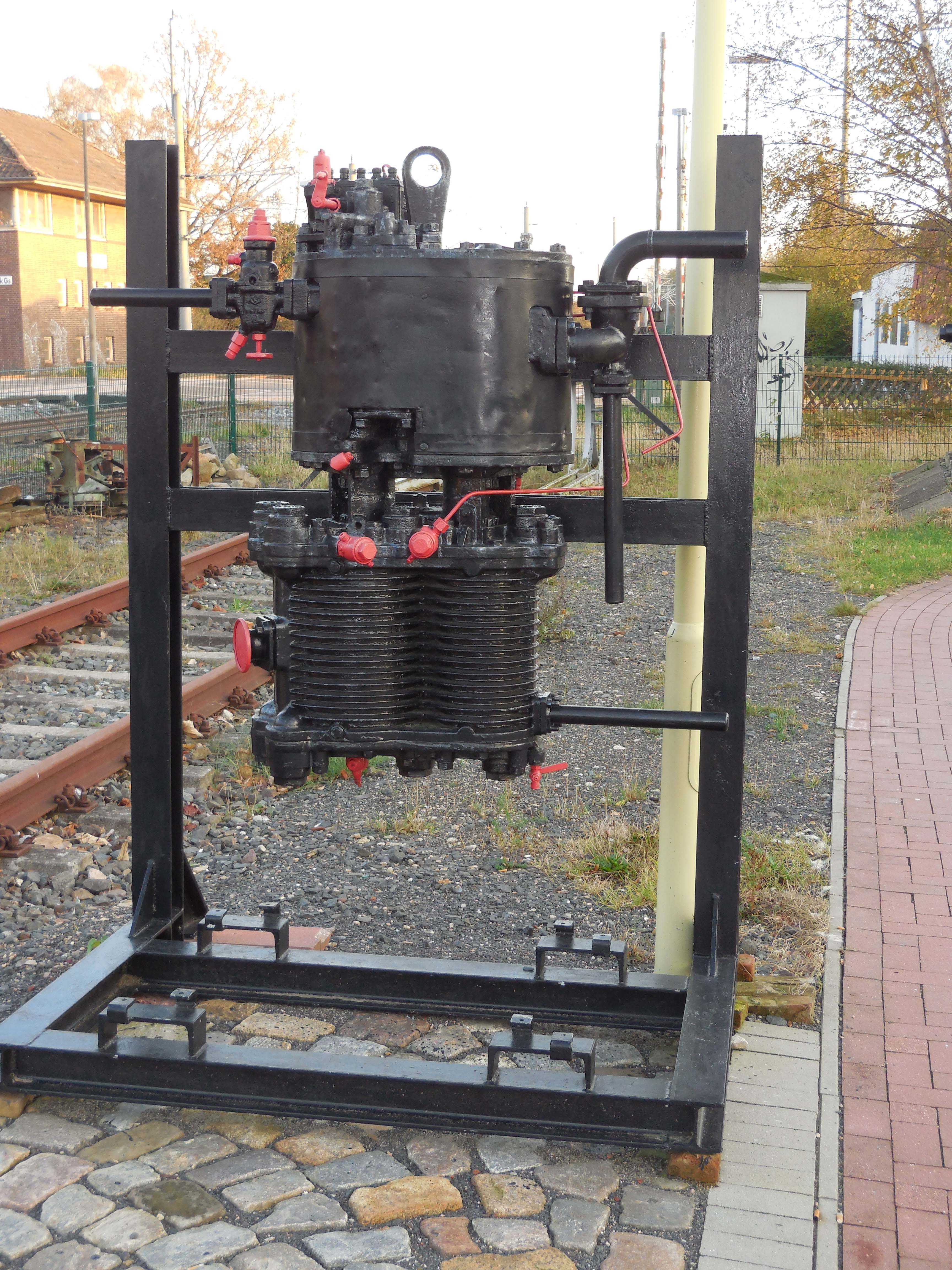
Doppelverbundluftpumpe Bauart Nielebock-Knorr für Dampflokomotiven

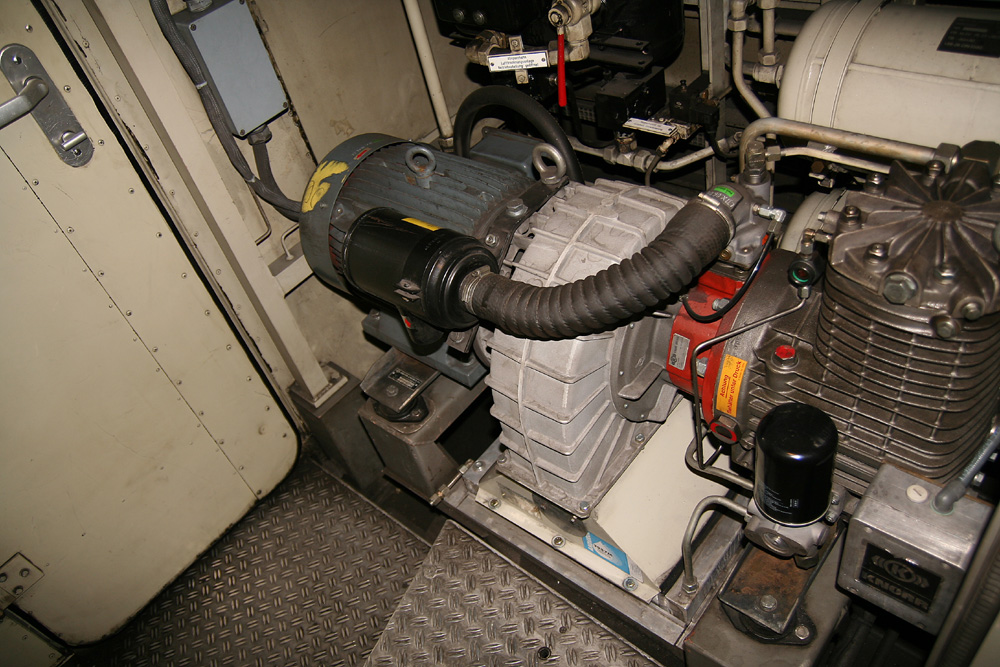
Luftpresser eines ICE 1

Der Luftpresser, kurz LP, heute meist Luftverdichter, Kompressor oder Hauptkompressor ist in der Eisenbahnsprache ein Verdichter für die Druckluftversorgung eines Triebfahrzeugs. In der Schweiz und in Österreich sind die Bezeichnungen Luftpresser und  Luftverdichter unüblich; stattdessen wird der Ausdruck Kompressor verwendet.
Luftpresser werden in Triebfahrzeugen eingesetzt, um das Druckluftsystem des Zuges zu versorgen. Das System dient der Energieversorgung der Druckluftbremsen des Zuges über die Hauptluftleitung und Hauptluftbehälterleitung, sowie der Luftfederung bei Reisezugwagen. Diese beiden Systeme sind die größten Verbraucher des Druckluftsystems. Weitere druckluftbetriebene Geräte auf Triebfahrzeug sind Stromabnehmer, Hauptschalter, Schaltwerk, Sandstreueinrichtung, Höhenverstellung des Triebfahrzeugführersitzes, Scheibenwischer, Druckschutzklappen an Klimaanlagen, Spurkranzschmierung und Signalhörner, bei Reisezugwagen zusätzlich Zugtoiletten, sowie ausfahrbare Einstiegstufen und Türantriebe bei älteren Fahrzeugen.
Die Luftpresser sind meist als Kolben- oder Schraubenkompressor ausgeführt. Neuere Fahrzeuge verwenden häufig ölfreie, zweistufige Kolbenverdichter. Der Luftpresser wird bei Elektrolokomotiven und bei Diesellokomotiven mit elektrischer Kraftübertragung von einem Elektromotor angetrieben; bei Lokomotiven mit dieselhydraulischem Antrieb wird der Kompressor meist mechanisch direkt vom Dieselmotor betrieben.
Für das Aufrüsten von elektrischen Triebfahrzeugen wird ein Hilfsluftpresser eingesetzt.